# 18 جمادى الأولى
- السبت
- الأحد
- الاثنين
- الثلاثاء
- الأربعاء
- الخميس
- الجمعة

- 302 نوفمبر 2024
- 13 نوفمبر 2024
- 24 نوفمبر 2024
- 35 نوفمبر 2024
- 46 نوفمبر 2024
- 57 نوفمبر 2024
- 68 نوفمبر 2024
- 79 نوفمبر 2024
- 810 نوفمبر 2024
- 911 نوفمبر 2024
- 1012 نوفمبر 2024
- 1113 نوفمبر 2024
- 1214 نوفمبر 2024
- 1315 نوفمبر 2024
- 1416 نوفمبر 2024
- 1517 نوفمبر 2024
- 1618 نوفمبر 2024
- 1719 نوفمبر 2024
- 1820 نوفمبر 2024
- 1921 نوفمبر 2024
- 2022 نوفمبر 2024
- 2123 نوفمبر 2024
- 2224 نوفمبر 2024
- 2325 نوفمبر 2024
- 2426 نوفمبر 2024
- 2527 نوفمبر 2024
- 2628 نوفمبر 2024
- 2729 نوفمبر 2024
- 2830 نوفمبر 2024
- 291 ديسمبر 2024
- 12 ديسمبر 2024
- 23 ديسمبر 2024
- 34 ديسمبر 2024
- 45 ديسمبر 2024
- 56 ديسمبر 2024

18 جُمادى الأولى أو 18 جُمادی‌ الاَوَّل أو يوم 18 \ 5 (اليوم الثامن عشر من الشهر الخامس) هو اليوم السادس والثلاثون بعد المائة (136) من أيَّام السنة (أو السابع والثلاثون بعد المائة لو كان شهر ربيع الآخر مُتممًا لليوم الثلاثين أو الثامن والثلاثون بعد المائة لو أتم كلًا من صفر وربيع الآخر ثلاثين يومًا) وفق التقويم الهجري القمري (العربي). يبقى بعده 218 أو 219 يومًا لانتهاء السنة.

## أحداث
- 1149 هـ - الدولة العثمانية توقع اتفاقًا مع نادر شاه الأفشاري، أكبر ولاة فارس في مدينة تفليس لتحديد الحدود بين الدولتين العثمانية والأفشارية.
- 1323 هـ - السلطان العثماني عبد الحميد الثاني يتعرض لمحاولة اغتيال فاشلة دبرها الأرمن أثناء خروج السلطان من المسجد وركوبه عربته السلطانية، وعُرف هذا الحادث في التاريخ العثماني باسم «حادث القنبلة».
- 1335 هـ - البريطانيون يدخلون بغداد بعد تغلبهم على العثمانيين، ويستقبلهم اليهود والنصارى في بغداد استقبالًا رائعًا، ويضعون أنفسهم تحت تصرفهم.
- 1337 هـ - اغتيال أمير أفغانستان حبيب الله خان بالقرب من جلال آباد بسبب خضوعه للإنجليز، ونادت الأحزاب بأخيه نصر الله خان أميرًا للبلاد، ولكن أمان الله بن حبيب الله حاكم كابل سيطر على العاصمة، وتمتع بتأييد الجيش؛ الأمر الذي جعل نصر الله يتخلى عن الإمارة.
- 1364 هـ - فاطمة راشد تصدر مجلة «فتاة الغد» النسائية الشهرية في القاهرة التي كانت تهدف لتعليم المرأة كيفية إدارة شئون المنزل، وتربية الأطفال، وكيفية إعالة أسرتها بعد وفاة زوجها.
- 1375 هـ -
  - استقلال السودان عن مصر والمملكة المتحدة وإعلان الجمهورية.
  - الصحفي التونسي الهادي العبيدي يصدر صحيفة «الفرززو» الفكاهية، والتي صدر منها 21 عددًا فقط ثم توقفت، وهي آخر الصحف الهزلية التونسية ظهورًا قبل الاستقلال.
- 1390 هـ - نهاية العمل في السد العالي بعد 11 عامًا من بدأ البناء.
- 1405 هـ - إطلاق القمر الصناعي العربي عرب سات إلى السماء.
- 1425 هـ - إجراء أول انتخابات رئاسية في إندونيسيا.
- 1426 هـ - افتتاح مسجد «قل الشريف» بمدينة قازان عاصمة جمهورية تتارستان الروسية، استغرق بناؤه 10 سنوات، ويضم متحفًا عن التاريخ الإسلامي والمخطوطات القديمة.
- 1428 هـ - تكون إعصار جونو في بحر العرب والذي ضرب سواحل سلطنة عمان بقوة ودمر وخلف خسائر بملايين الدولارات ثم اتجه إلى إيران بعد أن أصبح عاصفة مدارية.
- 1429 هـ - محكمة العدل الدولية تقضي بمنح جزيرة بدرا برانكا إلى سنغافورة وأرخبيل الصخور الوسطى إلى ماليزيا.
- 1431 هـ - انفجاران بالقرب من مسجد في سوق مكتظ في العاصمة الصومالية مقديشو يؤديان إلى مقتل 25 شخصا على الأقل وإصابة العشرات.
- 1443 هـ - الأهلي المصري يحقق لقب كأس السوبر الأفريقي للمرة الثامنة في تاريخه، وذلك بعد فوزه على الرجاء المغربي بركلات الترجيح.

## مواليد
- 1334 هـ - عقيلة راتب، ممثلة مصرية.
- 1343 هـ - جوهر جاسباريان، مغنية أوبرا أرمنية مصرية.
- 1359 هـ - أمل دنقل، شاعر مصري.
- 1375 هـ - زياد الرحباني، موسيقي لبناني.
- 1400 هـ - مها محمد، مذيعة وممثلة كويتية.
- 1403 هـ - عمرو زكي، لاعب كرة قدم مصري.
- 1411 هـ - عبد الرحمن الخليفي، مخرج سينمائي كويتي.

## وفيات
- 772 هـ - جمال الدين الإسنوي، فقيه شافعي.
- 1337 هـ - حبيب الله خان، تاسع أمراء أفغانستان.
- 1329 هـ - أحمد بسيسو، عالم مسلم ومتصوف فلسطيني عثماني.
- 1389 هـ - يوسف السودا، سياسي ودبلوماسي وأديب وصحفي لبناني.
- 1410 هـ - مها صبري، مطربة مصرية.
- 1421 هـ - مرزوق المرزوق، ملحن كويتي.
- 1433 هـ - فؤاد خليل، ممثل مصري.

## وصلات خارجية
- موقع قصة الإسلام: حدث في شهر جُمادى الأولى.